# Ba chị em
Ba chị em (tiếng Nga: Три сестры, chuyển tự: Tri sestry) là vở kịch bốn hồi của nhà văn Nga Anton Chekhov. Tác phẩm được viết năm 1900 và công diễn lần đầu tại Nhà hát Nghệ thuật Moscow vào năm 1901 dưới sự đạo diễn của Konstantin Stanislavski và Vladimir Nemirovich-Danchenko. 
Vở kịch xoay quanh cuộc sống của ba chị em nhà Prozorov – Olga, Masha và Irina – cùng người anh trai Andrei tại một tỉnh lẻ nước Nga, nơi họ luôn khao khát được trở về thủ đô Moskva hoa lệ. Ba chị em được xem là một trong những kiệt tác sân khấu hiện thực hiện đại, phản ánh sinh động sự suy tàn của tầng lớp quý tộc Nga cuối thế kỷ 19 và cuộc kiếm tìm ý nghĩa sống trong thời đại mới.

## Nội dung chính
Ba chị em Olga, Masha, Irina và anh trai Andrei sống ở một thị trấn tỉnh lẻ buồn tẻ, sau khi cha mẹ qua đời. Họ đều nuôi hy vọng trở về Moskva, nơi gắn với tuổi thơ hạnh phúc và văn minh đô hội, để tìm một cuộc sống ý nghĩa hơn. Cuộc sống hiện tại của họ chỉ được khuấy động khi có một đơn vị quân đội đồn trú đến thị trấn, mang theo những người sĩ quan và niềm hy vọng mới thoáng qua. Tuy nhiên, dần dần những ước mơ của họ tan vỡ: Andrei kết hôn với Natalia (Natasha), một cô gái mà ba chị em xem là tầm thường. Và anh đã cầm cố ngôi nhà của gia đình để lo cho vợ con
Natasha ngày càng lấn át và kiểm soát gia đình Prozorov, buộc các chị em phải từ bỏ dần những niềm vui và không gian riêng. Masha rơi vào mối tình ngoài hôn nhân với trung tá Vershinin, Irina chấp nhận một cuộc hôn nhân không tình yêu với Baron Tuzenbach, còn Olga cam chịu với công việc dạy học mệt mỏi. 
Khi đơn vị quân đội rời thị trấn, những tia hy vọng cuối cùng cũng vụt tắt. Tuzenbach thiệt mạng trong một cuộc đấu súng, mối tình của Masha phải chia ly, và ước mơ Moskva của Irina không bao giờ thành hiện thực. Cuối vở kịch, ba chị em đứng bên nhau, lặng nhìn đoàn quân xa dần, tự nhủ rằng dù đau khổ đến đâu, họ vẫn phải tiếp tục sống và làm việc, nuôi hy vọng về một ý nghĩa nào đó cho những thử thách mà mình đã trải qua.

## Nhân vật chính
- Olga Prozorova: Chị cả của gia đình, 28 tuổi, làm giáo viên; cô mệt mỏi với công việc và cuộc sống đơn điệu, luôn mong bán nhà để trở lại Moskva
- Maria “Masha” Prozorova: Chị thứ hai, khoảng 20 - 23 tuổi; kết hôn sớm với thầy giáo Kulygin nhưng chán nản với cuộc hôn nhân tẻ nhạt; Masha khao khát tình yêu đích thực và say đắm trung tá Vershinin.
- Irina Prozorova: Em út, 20 tuổi; lãng mạn và tràn đầy hy vọng tìm được hạnh phúc và ý nghĩa trong công việc; cô mơ ước lên Moskva lập nghiệp để thoát khỏi cảnh buồn chán hiện tại.
- Andrei Prozorov: Anh trai của Olga, Masha, Irina; một trí thức trẻ đầy triển vọng. Andrei yêu và cưới Natasha, rồi dần đánh mất hoài bão khi sa vào cảnh nợ nần và phải cầm cố tài sản gia đình.
- Natalia Ivanovna (Natasha): Vợ của Andrei. Ban đầu cô xuất hiện rụt rè, chất phác, nhưng sau khi kết hôn đã trở nên thực dụng và thao túng, nắm quyền quản lý cả gia đình Prozorov.
- Aleksandr Vershinin: Trung tá, chỉ huy đơn vị pháo binh đóng gần thị trấn; ông mang đến luồng sinh khí mới cho cuộc sống của ba chị em và nảy sinh tình cảm với Masha.

## Bối cảnh sáng tác và công diễn
Chekhov sáng tác Ba chị em vào năm 1900, trong giai đoạn ông cộng tác chặt chẽ với Nhà hát Nghệ thuật Moscow. Trước đó, hai vở Hải âu (The Seagull) và Cậu Vanya (Uncle Vanya) của ông do nhà hát này dàn dựng đã gặt hái thành công lớn, khẳng định vị thế của Chekhov trong trào lưu kịch nghệ hiện thực đầu thế kỷ 20. Ba chị em là vở kịch đầu tiên Chekhov viết riêng cho đoàn kịch của Stanislavski - người sáng lập Nhà hát Nghệ thuật Moscow và là bậc thầy về phương pháp diễn xuất hiện thực. 
Bối cảnh xã hội Nga cuối thế kỷ 19 đã ảnh hưởng sâu sắc đến tác phẩm: đây là thời kỳ tầng lớp quý tộc sa sút và trật tự cũ bắt đầu lung lay, trong khi một thế hệ trí thức trẻ khao khát ý nghĩa mới cho cuộc sống. 
Vở kịch công diễn lần đầu tiên vào tháng 1 năm 1901 trên sân khấu Nhà hát Nghệ thuật Moscow. Buổi diễn ra mắt do Konstantin Stanislavski và Vladimir Nemirovich-Danchenko đồng đạo diễn, với nữ diễn viên Olga Knipper (vợ của Chekhov sau này) thủ vai Masha.
Ban đầu, Ba chị em nhận được ý kiến phê bình trái chiều – một số khán giả cho rằng nhịp kịch chậm và thiếu cao trào rõ rệt. Tuy vậy, vở diễn vẫn thu hút người xem và nhanh chóng trở thành tác phẩm trụ cột trong repertory của Nhà hát Nghệ thuật Moscow.

## Chuyển thể
- Ba chị em (phim, 1964)
- Ba chị em (phim, 1994)
- Ba chị em (phim truyền hình, 2005)